# Norah Blaney
Norah Blaney (nascida Norah Mignon Cordwell; Londres, 16 de julho de 1893 – Londres, 7 de dezembro de 1983) foi uma pianista, compositora, comediante e artista de music hall britânica. Ela gravou centenas de músicas entre 1921 e 1935, muitas com sua parceira de performance Gwen Farrar. Era membro do grupo Bright Young Things.

## Biografia
Norah Mignon Cordwell nasceu em Shepherd's Bush, Londres, em 16 de julho de 1893. Seu pai era o músico Walter Henry Cordwell e sua mãe era Mary Jane (Molly), nascida Thatcher.
Em 1906, ela recebeu a bolsa de estudos Erard para piano na Academia Real de Música, seguida de uma bolsa de estudos no Colégio Real de Música. Ela começou a usar seu nome artístico, Norah Blaney, em 1910, em homenagem à sua avó materna.
Em 10 de outubro de 1914, ela se casou com o pianista Albert Charles Lyne, no entanto, 4 anos depois ele morreu enquanto servia no regimento escocês de Londres na França. Em 1922, ela se casou pela segunda vez, com Philip Barron Bruce Durham; eles se divorciaram em junho de 1931. Ela se casou pela última vez com Basil Hughes em 20 de fevereiro de 1932.
Blaney morreu em 7 de dezembro de 1983 no Actors' Retirement Home em Northwood, Londres.

## Relação com Farrar
"Norah Blaney era o charme do ato, ela usava vestidos com babados, tocava piano com charme malandro e cantava como um rouxinol demente"

Descrição do ato de Norah Blaney por Neville Phillips
Blaney e Gwen Farrar eram ambos membros do grupo de artistas de Lena Ashwell para os soldados da Primeira Guerra Mundial na França, inicialmente como artistas clássicos. No entanto, a dupla começou um dueto de ragtime, que ganhou popularidade. Eles trouxeram o ato de volta ao Reino Unido e o apresentaram no Hipódromo de Londres regularmente durante 1921.
O par viveu junto em Chelsea em 1917, permanecendo lá até 1922. Eles se apresentaram em produções do Vaudeville Theatre em Londres. Em 1925, eles fizeram uma turnê pelos EUA, incluindo aparições na Broadway e em Palm Beach, Flórida. No entanto, em 1926, Farrar rompeu a parceria e Blaney retornou à Inglaterra.
Blaney e Farrar começaram a trabalhar juntos novamente em 1930, mas depois que ela machucou o pé enquanto se apresentava em 1931, Blaney se casou com seu cirurgião, Basil Hughes. Ela passou um tempo em uma casa de repouso se recuperando de uma infecção antes de se aposentar das apresentações em geral, embora tenha feito  trabalhos ocasionais com Farrar.

## Legado
Blaney e Farrar são considerados "ícones LGBT+". Em 2014, Alison Child e Rosie Wakley criaram uma peça chamada All The Nice Girls baseada no relacionamento entre Blaney e Farrar.